# Meagan Ganzer
Meagan Ganzer (* 12. Mai 1990 in Concord, Kalifornien) ist eine US-amerikanische Volleyballspielerin.

## Karriere
Ganzer spielte an der Washington State University für die Cougars und schloss dort 2012 ihr Soziologie- und International-Business-Studium ab. Seit 2011 spielte sie bei Leonas de Ponce in der Profi-Liga Puerto Ricos und wurde dort als beste Angreiferin ausgezeichnet. 2012 wurde sie vom rumänischen Verein CSV 2004 Tomis Constanța verpflichtet. Später im Jahr wechselte sie zurück nach Puerto Rico zu Pinkin de Corozal. Im Februar 2013 wechselte Ganzer in die Türkei zum TED Ankara Kolejliler SK. Im Juli 2013 wurde sie vom deutschen Bundesligisten Dresdner SC verpflichtet, konnte jedoch wegen einer Erkrankung an Pfeifferschem Drüsenfieber nicht eingesetzt werden. Anfang 2014 kehrte Ganzer erneut zurück nach Puerto Rico zu den Mets de Guaynabo, wo sie jedoch im März 2014 entlassen wurde.